# Регентство Олбани
Регентство Олбани (англ. Albany Regency) — группа американских политиков, которые управляли штатом Нью-Йорк в период с 1822 по 1838 год. Первоначально называвшаяся «Священным союзом» (англ. Holy Alliance), она была учреждена сенатором от штата Нью-Йорк Мартином Ван Бюреном, который оставался лидером в течение многих лет. Группа была одной из первых американских политических машин. Вначале они были ведущими фигурами «бактейлов», фракции Демократическо-республиканской партии, выступавшей против губернатора штата Нью-Йорк Девитта Клинтона, позже присоединились к джексоновским демократам и, наконец, стали основой «барнбернеров», фракции Демократической партии.

## История
Регентство Олбани представляло из себя неформальную группу политиков со схожими взглядами и целями, местом деятельности был в основном Олбани, столица штата Нью-Йорк. Они контролировали выдвижение кандидатур от своей партии в штате Нью-Йорк и, добиваясь избрания своих людей на выборные должности, могли тем самым диктовать целому штату свою политику, оказывая влияние в том числе и на национальном уровне. Члены группы черпали свою власть в значительной степени благодаря личному влиянию и политической прозорливости и были по большей части искренними противниками политической коррупции, что не мешало им действовать в соответствии с принципом, впервые сформулированным в 1833 году одним из их числа (Марси), гласившем что «победителям принадлежат трофеи».
Регентство развило партийную дисциплину и установило контроль над партийными съездами через должностных лиц и других подчинённых ему лиц. Созданная ими «система трофеев» будет доминировать в американской политике второй половины XIX века, но вначале учитывались качества кандидатов на должности, которые они выдвигали. Нью-йоркский издатель Терлоу Уид, придумавший название «Регентство Олбани», писал, что «никогда не встречал группу людей, обладающих такой большой властью и так хорошо её использующих». Однако, учитывая, что Уид был вигом, а позже примкнул к республиканцам, это могло быть задумано им как пренебрежительное замечание.
Ведущей фигурой Регентства Олбани был адвокат и политик Мартин Ван Бюрен. После избрания Ван Бюрена в Сенат США в 1821 году несколько его друзей и помощников, включая Бенджамина Ф. Батлера и Сэмюэля А. Толкотта, Сайласа Райта, Уильяма Л. Марси и Азария К. Флэгга, взяли на себя повседневное управление политической организацией, созданной Ван Бюреном. Их органом была газета Albany Argus, основанная в 1813 году Джесси Бюэлем (1778–1839) и редактируемая с 1824 по 1854 год членом группы Эдвином Кросвеллом. В ту эпоху Регентство было достаточно влиятельным, чтобы в значительной степени влиять на политику Таммани-холла в Нью-Йорке.
Регентство закончилось в 1838 году, когда Марси не смог добиться переизбрания губернатором Нью-Йорка, проиграв кандидату оппозиционных вигов Уильяму Г. Сьюарду, что привело к радикальным изменениям в политике штата. Также в качестве фактора упоминается ожесточенный фракционный раскол в 1848 году (см. Барнбернеры), который дал другой стороне покровительство, которое Регентство использовало против нее. В результате за несколько лет Регентство превратилось в маловлиятельную группу неорганизованных лиц.
В 1845 году Маккензи опубликовала частную переписку между юристом Джесси Хойтом, который изучал право у Ван Бюрена, и различными членами Регентства Олбани. В письмах описывались переговоры между членами Регентства о финансовых сделках и назначениях на государственные должности, а также раскрывалось, как члены Регентства могли получать прибыль от спекулятивных векселей и политической коррупции.

## Известные члены
- Мартин Ван Бюрен (1782—1862) — государственный и политический деятель, 14-й Генеральный прокурор Нью-Йорка (1815—1819), член Сената США (1821—1828), 9-й губернатор штата Нью-Йорк (1829), 10-й Госсекретарь США (1829—1831), посол США в Великобритании (1831—1832), 8-й вице-президент (1833—1837) и 8-й президент США (1837—1841), один из основателей Демократической партии США.
- Бенджамин Ф. Батлер (1795—1858) — юрист и политик, окружной прокурор Олбани (1821—1825), член Ассамблеи штата Нью-Йорк (1828), Генеральный прокурор США (1833—1838), Прокурор Южного округа Нью-Йорка (1838—1841 и 1845—1848), основатель Нью-Йоркского университета.
- Сэмюэль А. Толкотт[англ.] (1789—1836) — юрист и политик, Генеральный прокурор штата Нью-Йорк (1821—1829).
- Сайлас Райт[англ.] (1795—1847) — юрист и политик, член Сената штата Нью-Йорк (1824—1826), член Палаты представителей США (1827—1829), 9-й контролёр штата Нью-Йорк (1829—1833), член Сената США (1833—1844), 14-й губернатор штата Нью-Йорк (1845—1846).
- Уильяма Л. Марси (1786—1857) — юрист и политик, адвокат, 8-й контролёр штата Нью-Йорк (1823—1829), член Сената США (1831—1833), 11-й губернатор штата Нью-Йорк (1833—1838), 20-й военный министр США (1845—1849), 21-й госсекретарь США (1853—1857).
- Азария К. Флэгг[англ.] (1790—1873) — газетный издатель и политик, 11-й секретарь штата Нью-Йорк (1826—1833), 10-й контролёр штата Нью-Йорк (1833—1839 и 1842—1847).
- Роджер Скиннер[англ.] (1773—1825) — юрист и политик, член Ассамблеи штата Нью-Йорк (1808—1809) и Сената штата Нью-Йорк (1818—1821), федеральный прокурор США в Северном округе штата Нью-Йорк (1815—1819), федеральный судья в Северном округе штата Нью-Йорк (1819—1825).
- Эдвин Кросуэлл[англ.] (1797—1871) — журналист и политик, редактор газеты Albany Argus (1824—1854).
- Бенджамин Ноуэр[англ.] (1775—1839) — торговец, банкир и политик, 8-й казначей штата Нью-Йорк (1821—1824).
- Джон Адамс Дикс (1798—1879) — политик и военный, 16-й секретарь штата Нью-Йорк (1833—1839).
- Чарльз Э. Дадли[англ.] (1780—1841) — бизнесмен и политик, мэр Олбани (1821—1824 и 1828—1829), член Сената штата Нью-Йорк (1820—1825) и Сената США (1829—1833).